# 蓝凯民
蓝凯民（1918年—2000年2月13日），男，直隶（今河北）安国人，中华人民共和国政治人物，曾任河北省革命委员会副主任，河北省人民政府副省长。